# Nadija Massjuk
 Nadija Prochoriwna Massjuk  (ukrainisch Наді́я Про́хорівна Масю́к; * 1. Oktober 1930 in Kiew, Ukrainische SSR; † 13. März 2009 in Kiew, Ukraine) war eine ukrainische Botanikerin und Hochschullehrerin. Sie war Professorin für Botanik an der Nationalen Taras-Schewtschenko-Universität Kiew (KSU). Ihr offizielles botanisches Autorenkürzel lautet „Masjuk“.

## Leben und Werk
Massjuk wurde 1930 geboren und lebte während der deutschen Besetzung in Kiew. 1949 begann sie ihr Studium an der Kiewer Nationaluniversität, welches sie 1954 abschloss. Im selben Jahr trat sie in die Graduiertenschule des Botanischen Instituts der UdSSR ein und promovierte 1959 über Protokokken-Algen in den Stauseen der Westukraine.
Sie arbeitete von 1957 bis 1972 am Institut für Botanik der Nationalen Akademie der Wissenschaften der Ukraine, wo sie von 1966 bis 1972 Leiterin der Abteilung für Algologie und von 1972 bis 1985 Leiterin der Abteilung für Niedere Pflanzen war. 1973 promovierte sie mit der Dissertation über die Algengattung Dunaliella, Morphologie, Systematik, Ökologie, geografische Verbreitung und die Perspektiven für die praktische Anwendung und erhielt für fünf Jahre den akademischen Titel Ordinarius. 1974 wurde sie Professorin. Von 1985 bis 1991 war sie als Professorin an der nach Taras Schewtschenko benannten Abteilung für Botanik der KSU tätig. 1986 kehrte sie an das Institut für Botanik der Akademie der Wissenschaften der UdSSR zurück, wo sie als leitende Forscherin in der Abteilung für Sporenpflanzen und seit 2006 in der Abteilung für Lichenologie und Bryologie arbeitete. Sie starb nach langer Krankheit am 13. März 2009 in Kiew.
Sie war mit dem ukrainischen Entomologen Wolodymyr Dolin verheiratet und bekam einen Sohn und eine Tochter.

## Wissenschaftliche Tätigkeit
Ihre wissenschaftlichen Interessen umfassten Taxonomie, Floristik, Ökologie, Evolution, Ontogenese, Physiologie und biochemische Eigenschaften von Grünalgen. Sie beschrieb mehr als 50 neue Arten aus der Algenflora der Ukraine und anderer eurasischer Länder. Mit ihren Kollegen entwickelten sie eine Methode zur Massenkultivierung von Algen, die in vielen Ländern als Grundlage der industriellen Herstellung von Carotin dient. Massyuk war Autorin und Co-Autorin von 271 Publikationen, darunter 12 Monographien und 162 Artikeln und verfasste mehrere Lehrbücher.

## Ehrungen
- 1995: MG-Kholodny-Preis der Nationalen Akademie der Wissenschaften der Ukraine
- Medaille „Zum 1500-jährigen Jubiläum Kiews“
- Medaille „Veteran der Arbeit“
- Medaille der VDNG SRSR Für den Erfolg bei der Entwicklung der Volkswirtschaft der UdSSR

## Veröffentlichungen
- mit Yuriy I. Posudin, Galyna G. Lilitskaya:  Fotobewegung von Dunaliella Teod. (Deutsche Ausgabe). Wiesbaden, Vieweg + Teubner 2010, ISBN 978-3-8348-0974-2.
- Novyi vyd Pedinomonas z Serednioyi Azii [A new species of Pedinomonas from the Middle Asia]. Ukrainian Botanical Journal 27(6), S. 749–752, 1970.
- Novyi vyd i rid chlorokokalnykh vodorostey [A new species and genus from the order Chlorococcales]. Ukrainian Botanical Journal 42(3), S. 73–76, 1985.
- mit G. G.  Lilitska: Novij vid roda Myochloris Belcher et Swale (Prasinophyceae). Algologia 7(2), S. 189–193, 1997.
- Chlorodendrophyceae class. nov. (Chlorophyta, Viridiplantae) in the Ukrainian flora: I. The volume, phylogenetic relations and taxonomical status. Ukrayins'kyi Botanichnyi Zhurnal 63, S. 601–614, 2006.